# Chapelle de la Miséricorde de Metz
Pour les articles homonymes, voir Chapelle de la Miséricorde.
La chapelle de la Miséricorde est un ancien édifice de culte catholique situé rue de la Chèvre à Metz dans le quartier de Metz-Centre face à l’église Notre-Dame-de-l'Assomption.
Cet édifice est l’unique vestige d’un ensemble bâti mal connu construit et modifié successivement aux XIIIe, XVIe et XIXe siècles. Transformé en couvent-pensionnat par les sœurs de la Miséricorde, le site majoritairement construit à la Renaissance fait l’objet d’apports de style néo-Renaissance avant d’être détruit en quasi-totalité dans les années 1960-70 pour être remplacé par les immeubles de l’école primaire Notre-Dame.

## Histoire
La chapelle a vraisemblablement été construite entre la fin du XIIe et le début du XIIIe siècle, mais cette salle voûtée n’avait apparemment pas pour vocation première d’être un lieu de culte. En effet, seul le tympan de la porte possédant une sculpture de Saint-Michel manifesterait d’une vocation religieuse. L'ensemble comprenait encore au début du XXe siècle une rosace romane située elle-même au-dessus de deux fenêtres. Cet ensemble témoignait, et témoigne encore, de la transition entre l'art roman et l'art gothique civils à Metz, à la manière de la chapelle du Petit-Saint-Jean, de la même époque.
Vraisemblablement déjà intégrée dans un édifice plus vaste antérieurement à la Renaissance, la chapelle côtoie jusqu’en 1962 un ensemble bâti mal connu, daté du XVIe siècle. Le futur pensionnat de la Miséricorde était alors déjà doté d’un bâtiment typique de la renaissance, avec une tour-escalier circulaire, ainsi que plusieurs galeries à loggia superposées et uniques dans la ville au XXe siècle.
Au XIXe siècle cet ancien ensemble, dont le passé est toujours resté obscur, est racheté par les sœurs de la Miséricorde qui l’aménagèrent en pensionnat. Au début du XXe siècle le bâti existant est complété par des éléments comme un escalier extérieur jouxtant la chapelle, fermé et percé de fenêtres imitant l’architecture renaissante. Le pensionnat est finalement abandonné en 1962 par les sœurs préférant construire un nouvel établissement derrière le cloître des Récollets, toujours en activité. L’ancien site rue de la Chèvre est ainsi détruit en 1964 pour construire le nouveau groupe scolaire Notre-Dame dans la cour duquel subsiste la chapelle du pensionnat de la Miséricorde.
Cette chapelle fait l’objet d’un classement au titre des monuments historiques depuis le 18 décembre 1968.

## Description

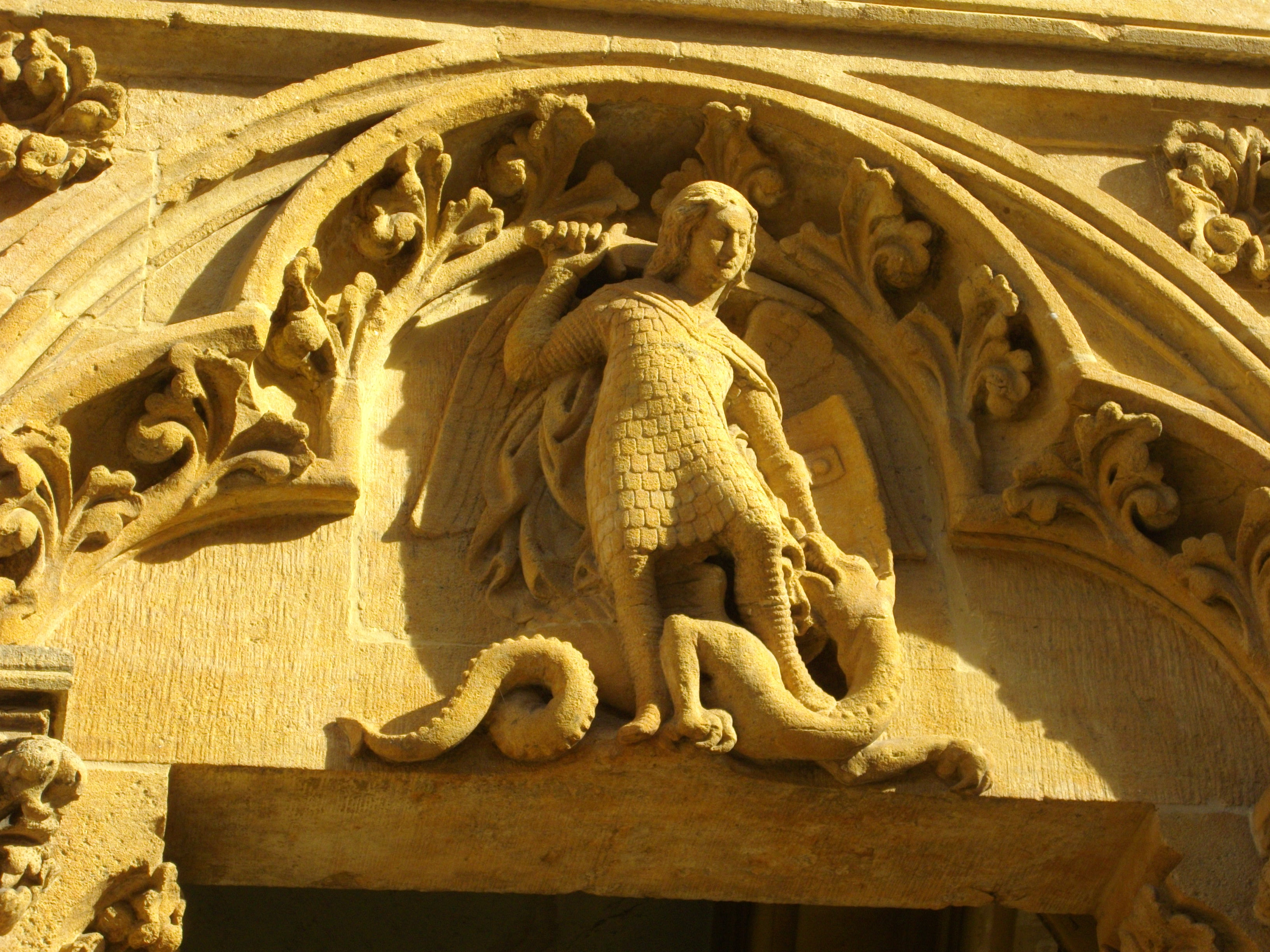
Sculpture au-dessus de l’entrée de la chapelle : saint Michel et le dragon